# Раков, Степан Семёнович
Степан Семёнович Раков (1908—1981) — генерал-майор (17.08.1953) Советской Армии, участник Великой Отечественной войны, начальник Кавказского суворовского офицерского училища (1956 — 1966).

## Биография
Родился 19 декабря 1908 года в Ермолаевка  Убинского района Новосибирской области в семье рабочего. Русский. Член КПСС с 1931 года. Окончил 4 класса сельской школы (1919 г.) общую школу для взрослых (1928 г.), среднюю школу экстерном (1938 г.), Омское пехотное училище (1934 г.), Военную академию имени М. В. Фрунзе (1941 г.), Военную академию Генерального штаба с золотой медалью (1950 г.).

### Служба в Армии
В Красной Армии с октября 1930 года. Службу начал рядовым. После окончания училища — командир взвода и роты 73-й стрелковой дивизии Сибирского военного округа. Война застала его в должности начальника оперативного отделения штаба 178-й стрелковой дивизии на Северо-Западном фронте.
С апреля 1942 года до конца войны — поочередно: начальник штаба 381-й, 29-й, 16-й стрелковых дивизий на Калининском, 1-м и 2-м Прибалтийских, Ленинградском фронтах. В боях под Ржевом в сентябре 1942 года был ранен в руку и контужен.
С 1950 года — первый заместитель, с 1953 года — командир 31-й гвардейской воздушно-десантной дивизии.
В сентябре 1956 года был назначен заместителем командира стрелкового корпуса в Московском военном округе
в январе 1958 года стал начальником Кавказского Краснознамённого суворовского офицерского училища.
В октябре 1966 года уволен в запас.

### После Армии
Жил в Москве. Скончался 15 декабря 1981 года.

## Награды
- орден Ленина (26.10.1955)[2]
- два ордена Красного Знамени (02.09.1944[3], 15.11.1950[2]);
- орден Суворова III степени (16.05.1945)[4];
- орден Отечественной войны 1-й степени (03.01.1944)[5];
- два ордена Красной Звезды (30.01.1943[6], 10.11.1945[2]);
- медаль За боевые заслуги (03.11.1944)[2];
- медаль «В ознаменование 100-летия со дня рождения Владимира Ильича Ленина» (6 апреля 1970[7]);
- медаль «За победу над Германией в Великой Отечественной войне 1941—1945 гг.» (9 мая 1945[8])[9]
- юбилейная медаль «Двадцать лет Победы в Великой Отечественной войне 1941—1945 гг.» (7 мая 1965)[10];
- юбилейная медаль «Тридцать лет Победы в Великой Отечественной войне 1941—1945 гг.»[11];
- медаль «За взятие Кёнигсберга»;
- медаль «Ветеран Вооружённых Сил СССР»;
- медаль «30 лет Советской Армии и Флота»[12];
- юбилейная медаль «40 лет Вооружённых Сил СССР»[13];
- юбилейная медаль «50 лет Вооружённых Сил СССР» (26 декабря 1967)[14];
- юбилейная медаль «60 лет Вооружённых Сил СССР» (28 января 1978)[15]

## Память
- В Москве установлен памятник генералу.